# Pánamerikai főútvonal

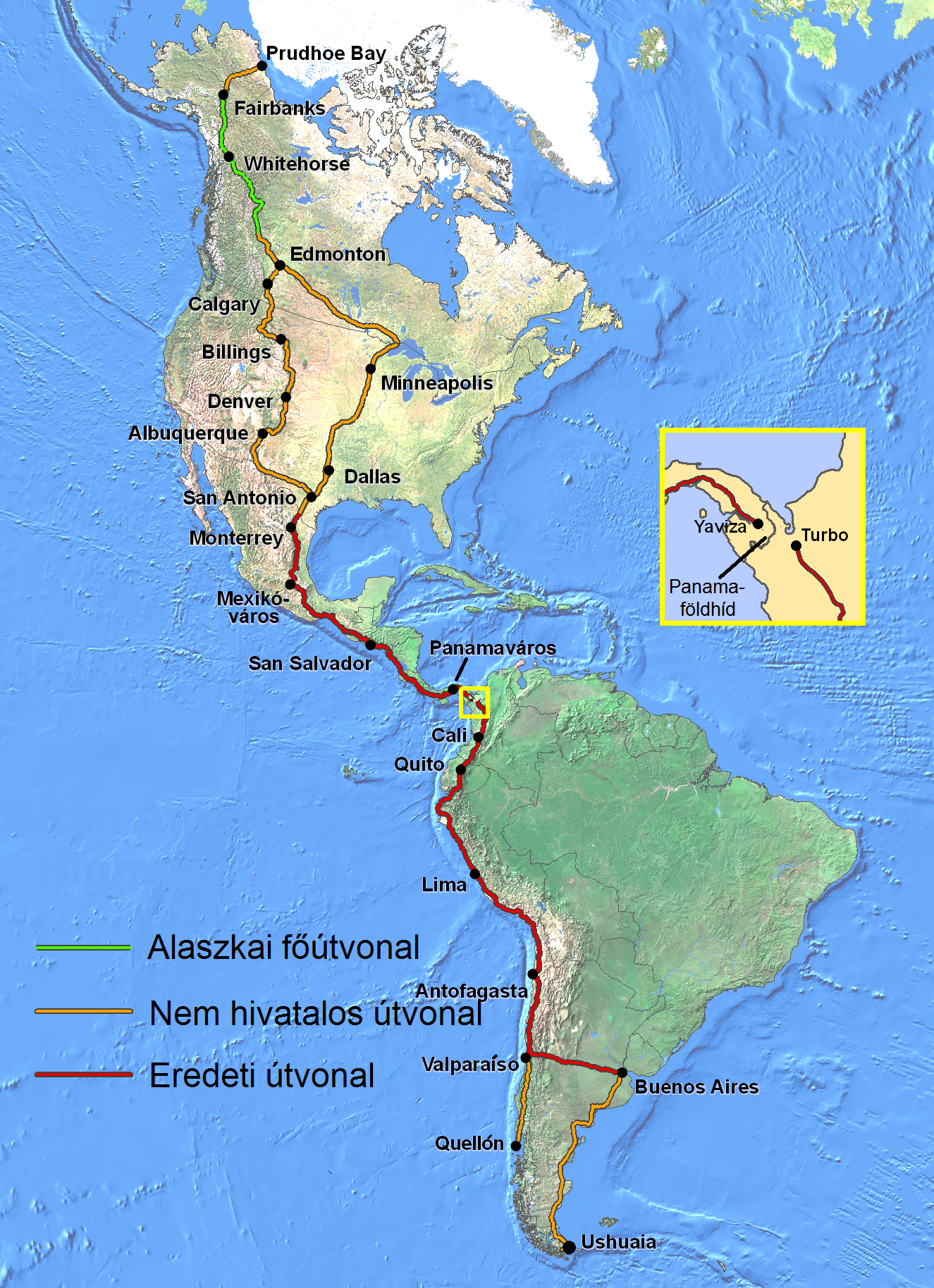
A pánamerikai főútvonal térképe

 A Pánamerikai főútvonal Észak-Amerikát, Közép-Amerikát és Dél-Amerikát kapcsolja össze egy összefüggő úthálózattal. 
A Pánamerikai főútvonal egy körülbelül 30 000 kilométer hosszú úthálózat, amely egy 100 km hosszú esőerdei szakaszon, a Darién régión kívül Amerika majdnem összes államát összeköti. A Guinness Rekordok Könyve szerint a Pánamerikai főútvonal a világ leghosszabb autózható útja, bár a Darién régió miatt nem lehetséges a Közép- és Dél-Amerika közötti átkelés. 
A Pánamerikai főútvonal több éghajlaton és ökológiai típuson halad keresztül, a sűrű dzsungelektől a száraz sivatagokig, melyek közül néhányon csak a száraz évszakban lehet átkelni. Néhány szakaszon veszélyes a közlekedés. 
2006-ban Jake Silverstein a Pánamerikai főútvonalat úgy írta le, hogy az "olyan hatalmas, olyan befejezetlen és olyan érthetetlen, mint a pánamerikanizmus maga".

## Története
Egy Amerikát az északitól a déli csücskéig összekötő szárazföldi útvonal ötlete először az Első Pán-Amerikai Konferencia merült fel 1889-ben, egy vonathálózat tervének formájában. Ez az ötlet azonban soha nem valósult meg. A főútvonal megépítésének terve 1923-ban az ötödik Pán-Amerikai Konferencián vetődött fel ismét.
Az első kifejezetten az útépítéssel kapcsolatos konferenciára 1925. október 5-én került sor; végül 1937. július 29-én Bolívia, Chile, Kolumbia, Costa Rica, Salvador, Guatemala, Honduras, Mexikó, Nicaragua, Panama, Peru és az USA aláírták a megállapodást a Pánamerikai főútvonal megépítéséről.  
1950-ben Mexikó volt az első latin-amerikai ország, aki átadta a rá eső útszakaszt.
Az ötvenes években az utak nagyobb részét már átadták. Az út jelenleg a panamai Yaviza és a kolumbiai Turbo között nincs kiépítve egy kb. 90-110 km-es szakaszon a Darién régióban levő őserdő miatt.

## Országok, amelyeken keresztülhalad

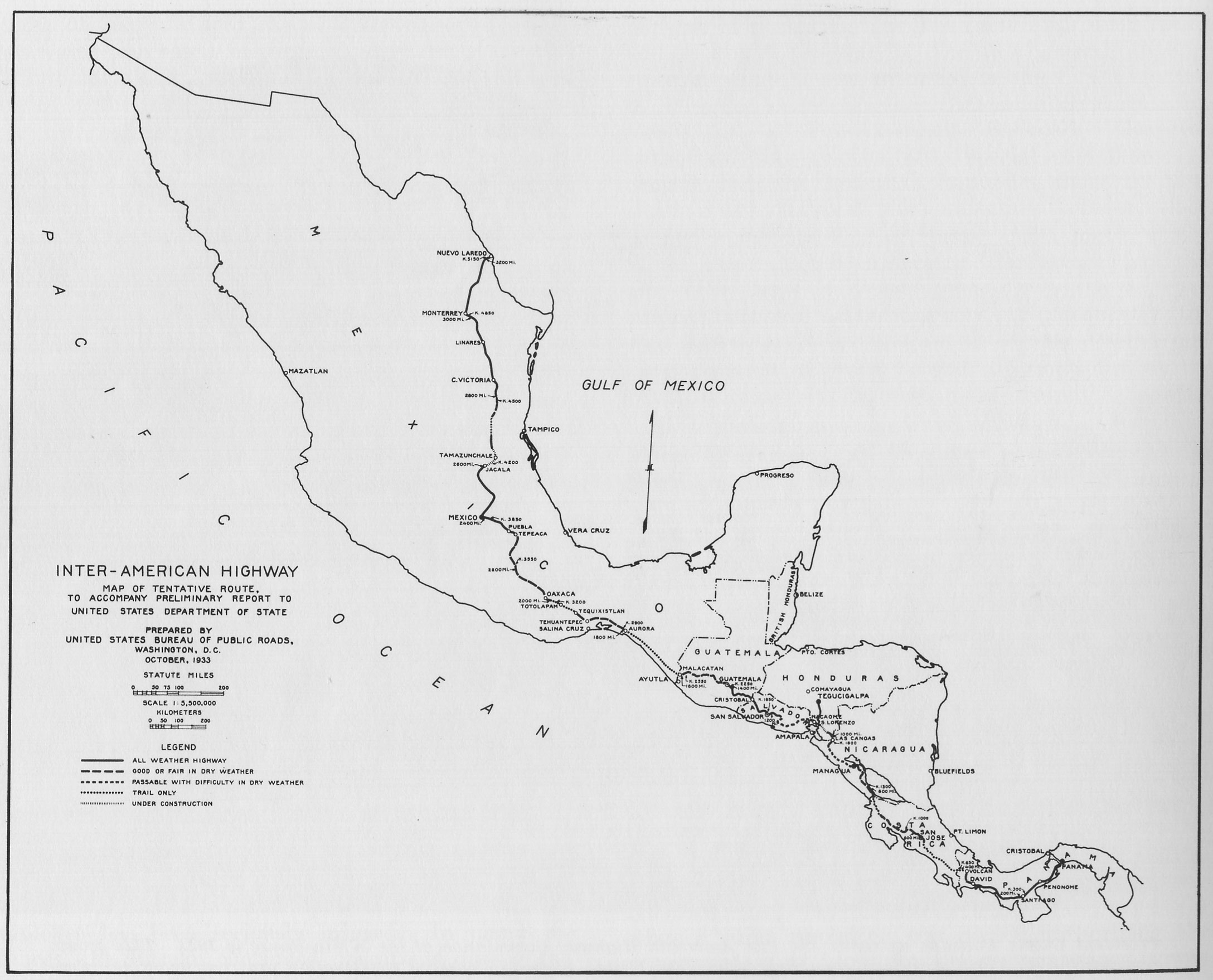
A pánamerikai főútvonal Közép-Amerikában egy 1933-as térképen

### Észak-pánamerikai főútvonal
- Kanada
- USA
- Mexikó
- Guatemala
- Salvador
- Honduras
- Nicaragua
- Costa Rica
- Panama

### Dél-pánamerikai főútvonal
- Suriname
- Guyana
- Venezuela
- Kolumbia
- Ecuador
- Peru
- Chile
- Argentína

### Fontos leágazások a következő országokba
- Bolívia
- Brazília
- Paraguay
- Uruguay